# Escudo de Tuvalu
El escudo de Tuvalu es un campo partido de azur (azul), en su división superior; de oro (amarillo o dorado) con cuatro ondas de azur, en su división inferior; con bordura de oro, cargada con ocho mejillones en sus colores naturales y ocho hojas de plátano de sínople (verde). En el campo de azur, una cabaña sobre el suelo, representado de sínople.
El color azul del fondo del escudo representa al cielo, las ondas de color dorado y azul simbolizan las olas del océano.
En la parte inferior del escudo aparece, escrito en una cinta, el lema nacional del país y título del himno nacional, Tuvalu mo te Atua ("Tuvalu para el Todopoderoso").